# Gëlle Fra
El Monument del Record (en francès: Monument du souvenir; conegut amb el sobrenom Gëlle Fra que en luxemburguès vol dir «Dama d'or») és un monument als caiguts a la Ciutat de Luxemburg, situada al sud de Luxemburg. El monument està dedicat als luxemburguesos que es van oferir voluntàriament per al servei a les forces armades dels aliats durant la primera guerra mundial. L'escultor de les tres figures de bronze va ser Claus Cito, un luxemburguès natal. El monument va ser inaugurat el 1923.
El Gëlle Fra es troba a la Plaça de la Constitució, a la zona anomenada Ville Haute, al centre de la ciutat de Luxemburg.
El monument es troba constituït per un obelisc de granit que assoleix 21 metres d'alçada. Al damunt de l'obelisc si aixeca una estàtua de bronze daurat representant una dona que aguanta una corona de llorer, com si la col·loqués damunt el cap de la nació. Als peus de l'obelisc s'hi troben dues figures de bronze tot representant els soldats luxemburguesos; un es troba a la base de l'estàtua per haver mort per al seu país, l'altre es troba assegut, dolgut per la mort del seu company.
L'estàtua de la dona es va extreure del monument per a exhibir-la a l'entrada del pavelló de Luxemburg durant l'Exposició Universal de Xangai (2010).

## Galeria

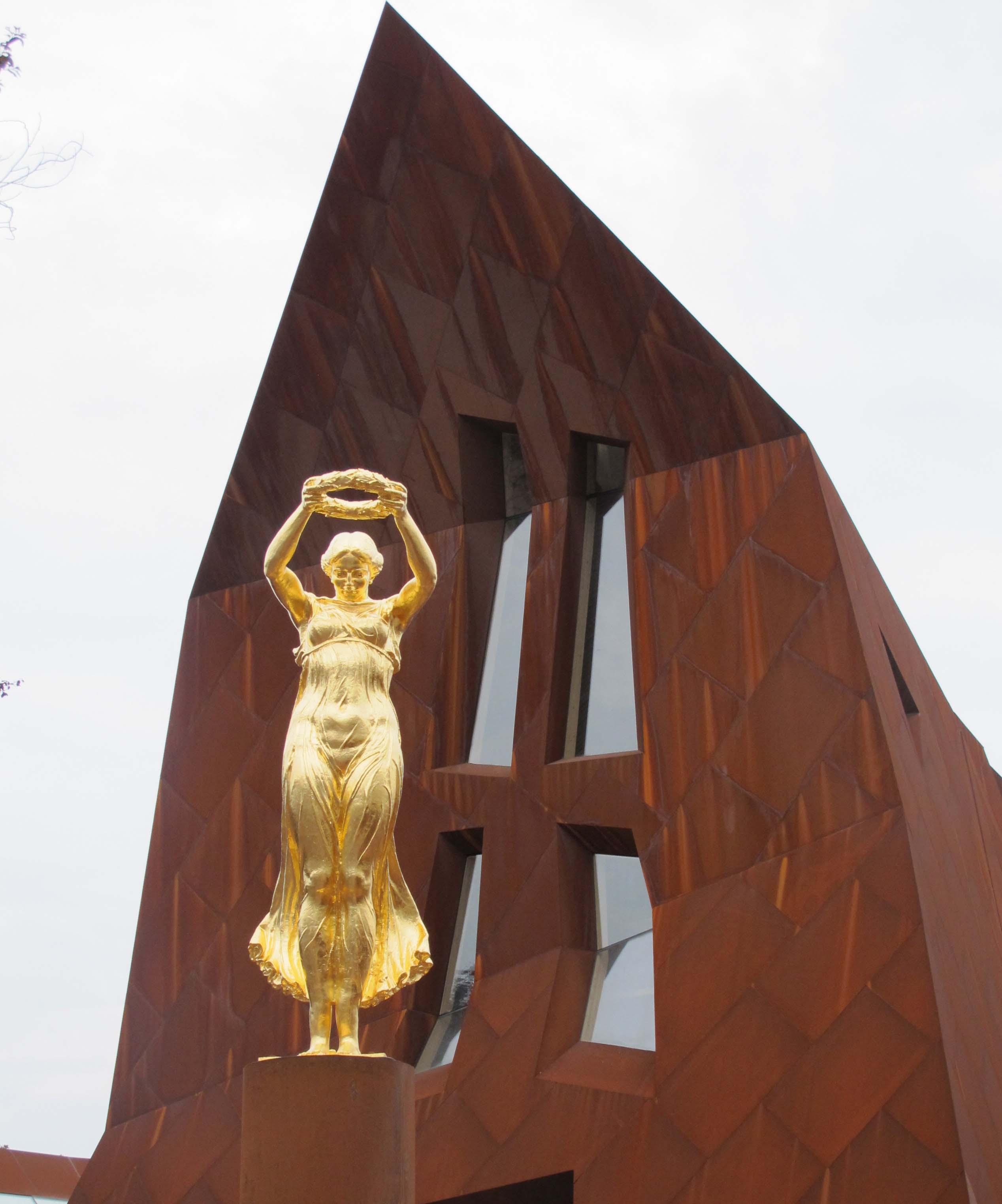
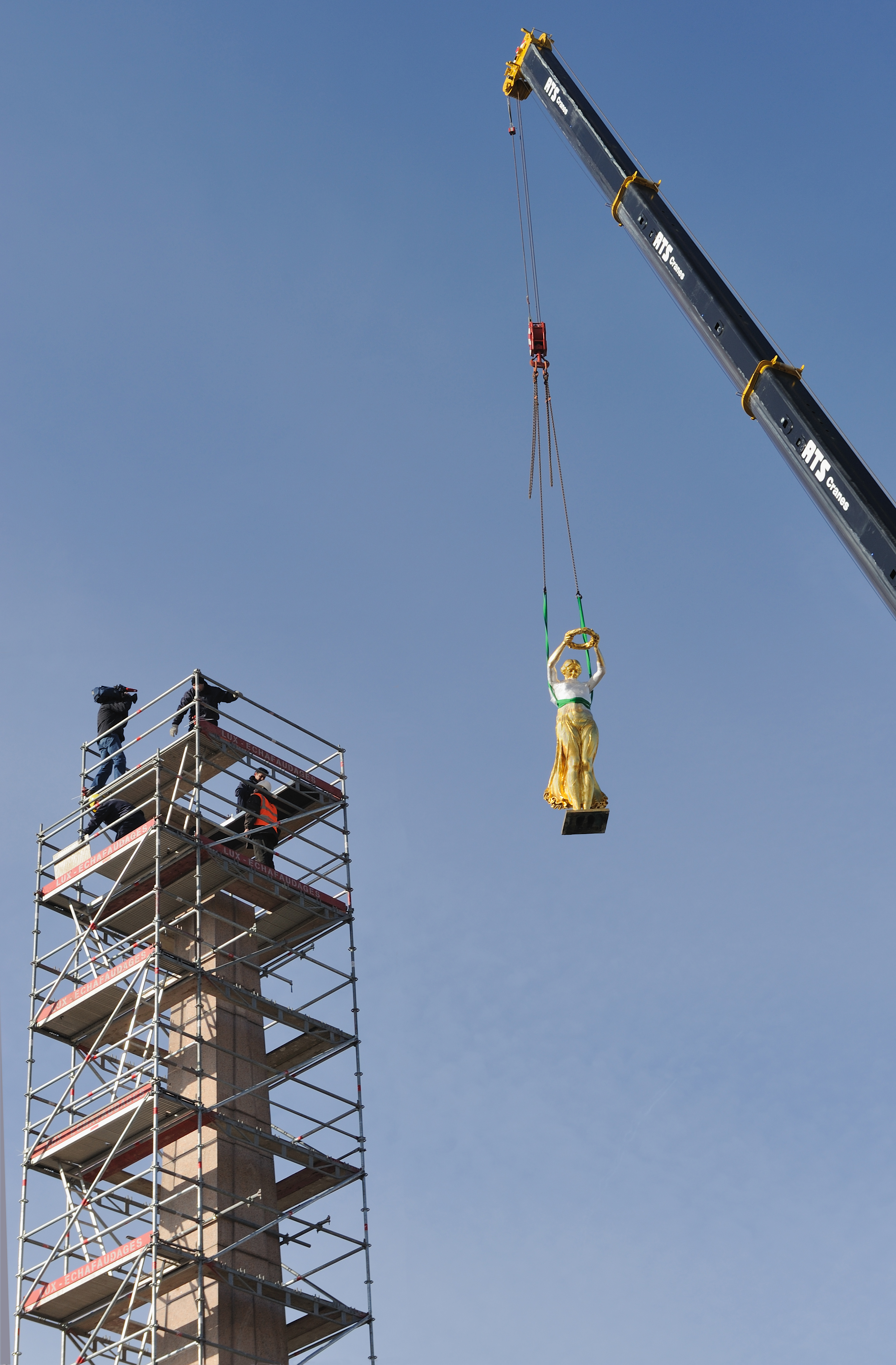